# 61ª Mostra internazionale d'arte cinematografica di Venezia
La 61ª edizione della Mostra internazionale d'arte cinematografica di Venezia si è svolta a Venezia, Italia, dal 1º all'11 settembre 2004.

## Film in concorso
- Birth - Io sono Sean (Birth), regia di Jonathan Glazer (Regno Unito/Francia/Germania/Stati Uniti d'America)
- Café Lumière (Kohi jikou), regia di Hou Hsiao-hsien (Giappone/Taiwan)
- CinquePerDue - Frammenti di vita amorosa (5 x 2), regia di François Ozon (Francia)
- Delivery, regia di Nikos Panayotopoulos (Grecia)
- Ferro 3 - La casa vuota (Bin-jip), regia di Kim Ki-duk (Corea del Sud/Giappone) (film a sorpresa)
- I re e la regina (Rois et reine), regia di Arnaud Desplechin (Francia)
- Il castello errante di Howl (Howl's Moving Castle), regia di Hayao Miyazaki (Giappone)
- Il segreto di Vera Drake (Vera Drake), regia di Mike Leigh (Regno Unito/Francia)
- L'Intrus, regia di Claire Denis (Francia)
- La fiera della vanità (Vanity Fair), regia di Mira Nair (Stati Uniti d'America/Regno Unito/India)
- La terra dell'abbondanza (Land of Plenty), regia di Wim Wenders (Stati Uniti d'America/Germania/Canada)
- Lavorare con lentezza, regia di Guido Chiesa (Italia/Francia)
- Le chiavi di casa, regia di Gianni Amelio (Italia/Germania/Francia)
- Low class life (Haryu insaeng), regia di Kwon-taek Im (Corea del Sud)
- Mare dentro (Mar adentro), regia di Alejandro Amenábar (Spagna/Francia/Italia)
- Ovunque sei, regia di Michele Placido (Italia)
- Palindromes, regia di Todd Solondz (Stati Uniti d'America)
- Piccoli ladri (Sag-haye velgard), regia di Marziyeh Meshkini (Iran/Francia/Afghanistan)
- Remote access (Udalionnyj Dostup), regia di Svetlana Proskurina (Russia)
- Terra promessa (Promised Land), regia di Amos Gitai (Israele/Francia)
- The World - Shijie (Shijie), regia di Jia Zhangke (Cina/Giappone/Francia)
- Un lungo inverno senza fuoco (Tout un hiver sans feu), regia di Greg Zglinski (Svizzera/Belgio)

## Film fuori concorso
- Eros di Michelangelo Antonioni, Steven Soderbergh, Wong Kar-wai
- La damigella d'onore (La demoiselle d'honneur) di Claude Chabrol
- Come inguaiammo il cinema italiano - La vera storia di Franco e Ciccio di Daniele Ciprì e Franco Maresco
- Il resto di niente di Antonietta De Lillo
- The Manchurian Candidate di Jonathan Demme
- Neverland - Un sogno per la vita (Finding Neverland) di Marc Forster
- Lei mi odia (She Hate Me) di Spike Lee
- Collateral di Michael Mann
- L'amore ritrovato di Carlo Mazzacurati
- Nastrojscik - The tuner (Nastrojscik) di Kira Muratova
- Il quinto impero - Ieri come oggi (O quinto imperio) di Manoel de Oliveira
- Steamboy di Katsuhiro Ōtomo
- Il mercante di Venezia (The Merchant of Venice) di Michael Radford
- The Terminal di Steven Spielberg (film d'apertura)
- Throw down (Rudao longhu bang) di Johnnie To

### Evento speciale
- Shark Tale di Eric "Bibo" Bergeron, Vicky Jenson, Rob Letterman

## Sezione Venezia Mezzanotte
- Perdere è questione di metodo (Perder es cuestión de método) di Sergio Cabrera
- Volevo solo dormirle addosso di Eugenio Cappuccio
- Donnie Darko - The Director's Cut di Richard Kelly
- Una casa alla fine del mondo (A Home at the End of the World) di Michael Mayer
- L'amore fatale (Enduring Love) di Roger Michell
- Three... Extremes di Takashi Miike, Park Chan-wook, Fruit Chan
- Occhi di cristallo di Eros Puglielli
- Gioventù (Yuva) di Mani Ratnam
- Man on Fire - Il fuoco della vendetta (Man on Fire) di Tony Scott
- La principessa del monte (Ledang Puteri gunung Ledang) di Saw Teong Hin

## Sezione Venezia Orizzonti
- Tutto il bene del mondo (Un mundo menos peor) di Alejandro Agresti
- Mysterious Skin di Gregg Araki
- Quelli che ritornano (Les revenants) di Robin Campillo
- Ambasciatori, cercano patria (Ambasadori, cautam patrie) di Mircea Daneliuc
- I nipoti (Les petits fils) Ilan Duran Cohen
- La donna di Gilles (La femme de Gilles) di Frédéric Fonteyne
- Una canzone per Bobby Long (A Love Song for Bobby Long) di Shainee Gabel
- Stryker di Noam Gonick
- I 3 stati della melanconia (Melancholian Kolme Huonetta) di Pirjo Honkasalo
- Criminal di Gregory Jacobs
- L'addormentato (L'enfant endormi) di Yasmine Kassari
- Vento di terra di Vincenzo Marra
- Izo di Takashi Miike
- Saimir di Francesco Munzi
- Agnes e i suoi fratelli (Agnes und seine Brüder) di Oskar Roehle
- Yesterday di Darrell Roodt
- Te lo leggo negli occhi di Valia Santella
- Zulu Love Letter di Ramadan Suleman
- Famiglia su ruote (Familia rodante) di Pablo Trapero
- Vital di Shinya Tsukamoto

### Eventi speciali
- La cellula di Amburgo (The Hamburg Cell) di Antonia Bird
- L'amico coloniale (L'ami y'a bon) di Rachid Bouchareb
- Indicatore del mare (Tide Table) di William Kentridge
- Musica cubana (Música cubana) di German Kral
- Heimat 3: cronaca di un cambiamento epocale (Heimat 3 - Cronik einer Zeitenwende) di Edgar Reitz
- Africa in crisi (Come Back Africa) di Lionel Rogosin
- Fagli vedere chi sei (Tell Them Who You Are) di Mark S. Wexler

## Sezione Venezia Digitale
- Final Fantasy VII: Advent Children (Special version)

## Settimana Internazionale della Critica
- Koi no mon di Matsuo Suzuki
- Viaggio alla Mecca di Ismaël Ferroukhi
- Les liens di Aymeric Mesa-Juan
- From the Land of Silence (Sakenine sarzanine sokoot) di Saman Salur
- One or the Other (Una de dos) di Alejo Hernán Taube
- Uninhibited (Kuang Fang) di Chen Leste
- To Take a Wife (Ve lakachta lecha isha) di Ronit e Shlomi Elkabetz

### Eventi speciali
- P.S. Ti amo (P.S. I Love You) di Dylan Kidd
- Butterfly (Hu Die) di Yan Yan Mak
- El amor (Primera Parte) di Martín Mauregui, Alejandro Fadel, Santiago Mitre, Juan Schnitman

## La giuria
La Giuria Internazionale della 61ª Mostra internazionale d'arte cinematografica di Venezia è così composta:
- John Boorman (Stati Uniti d'America, regista) - Presidente
- Wolfgang Becker (Germania, regista)
- Mimmo Calopresti (Italia, regista)
- Scarlett Johansson (Stati Uniti d'America, attrice)
- Spike Lee (Stati Uniti d'America, regista)
- Dušan Makavejev (Serbia e Montenegro, regista)
- Helen Mirren (Gran Bretagna, attrice)
- Pietro Scalia (Italia, montatore)
- Xu Feng (Cina, produttrice)

## I premi
La mostra ha assegnato i seguenti riconoscimenti:
- Leone d'Oro
  - Leone d'Oro al miglior film: Il segreto di Vera Drake di Mike Leigh
  - Leone d'Oro alla carriera: a Manoel de Oliveira e Stanley Donen
- Leone d'Argento
  - Gran premio della giuria: Mare dentro di Alejandro Amenábar
  - Premio speciale per la regia: Ferro 3 - La casa vuota di Kim Ki-duk
- Coppa Volpi
  - Coppa Volpi per la miglior interpretazione maschile: Javier Bardem per Mare dentro
  - Coppa Volpi per la miglior interpretazione femminile: Imelda Staunton per Il segreto di Vera Drake
- Premio Osella per il migliore contributo tecnico: Studio Ghibli per Il castello errante di Howl
- Premio Marcello Mastroianni, ad un attore o attrice emergente: Marco Luisi e Tommaso Ramenghi per Lavorare con lentezza

## I numeri della 61ª Mostra
- Numero dei titoli visionati: 1892
- Numero dei lungometraggi in pellicola presentati: 72
  - In concorso: 22
  - Fuori concorso: 15 + 1 evento speciale
  - Venezia Orizzonti: 20 + 7 eventi speciali (di cui 2 cortometraggi)
  - Venezia Mezzanotte: 10
  - Venezia Cinema Digitale: 9 + 9 eventi (di cui 2 cortometraggi e 1 mediometraggio)
  - Venezia Corto Cortissimo: 26 + 7 eventi speciali